# مخالف (نشریه)
مخالف (نشریه) (به انگلیسی: Contrain Magazine) یک مجله ادبی است که هر سه ماه یکبار، داستان و شعر منتشر می‌کند، و به‌صورت تخصصی به نقد آنها می‌پردازد.

## تاریخچه
این نشریه سال ۲۰۰۳ میلادی در دانشگاه شیکاگو تأسیس شده و نخست با عنوان مجله منفور نارضایتی، به‌صورت تخصصی بر روی جنوب شیکاگو فعالیت داشته.

## نویسندگان
این نشریه به غیر از نویسندگان خودش نوشته‌های نویسندگانی معروفی را نیز، چون بن مدو، شرمن الکسی، سرایا سکار، بنیانگذار نقد ادبی والتر کامینز، ستون نویس معروف هیوود برون، رمان‌نویس توماس ای. کندی، شاعران درک پولارد، رابرت لیتز و تیلور گراهام و اولین داستان ادبی اندرو کوبورن (رمز و راز) را منتشر کرده‌است.

## نقدها
در سال ۲۰۰۷، بخش نقد آن با انتشار کار داوطلبانی که در زمینه نقد داستان و شعره معاصر، شاعران جدید ایرلندی، نویسندگان در مورد طبیعت، موزه‌های هنری و هنر، فرهنگ ادبیات و خاطرات تخصص داشتند، شروع به چاپ کرد.